# قسم كوهستان الريفي (مقاطعة بهشهر)
قسم کوهستان الريفي (بالفارسية: دهستان کوهستان) هي منطقة ريفية تقع في إيران في قسم. يقدر عدد سكانها بـ 17,420 نسمة .